# Сен-Жене (Алье)
Сен-Жене́ (фр. Saint-Genest) — коммуна во Франции, находится в регионе Овернь. Департамент коммуны — Алье. Входит в состав кантона Марсийя-ан-Комбрай. Округ коммуны — Монлюсон.
Код INSEE коммуны — 03233.

## Население
Население коммуны на 2008 год составляло 334 человека.
| 1962 | 1968 | 1975 | 1982 | 1990 | 1999 | 2008 |
| ---- | ---- | ---- | ---- | ---- | ---- | ---- |
| 247  | 264  | 242  | 252  | 322  | 347  | 334  |

## Экономика
В 2007 году среди 223 человек в трудоспособном возрасте (15—64 лет) 175 были экономически активными, 48 — неактивными (показатель активности — 78,5 %, в 1999 году было 72,9 %). Из 175 активных работали 164 человека (92 мужчины и 72 женщины), безработных было 11 (6 мужчин и 5 женщин). Среди 48 неактивных 22 человека были учениками или студентами, 10 — пенсионерами, 16 были неактивными по другим причинам.

## Достопримечательности
- Церковь Сен-Жене (XIX век)
- Старая церковь Сен-Жене (XII век)